# Quevilly
Pour les communes de la Seine-Maritime, voir Le Grand-Quevilly et Le Petit-Quevilly
Le Quevilly est un quatre-mâts barque construit par les chantiers de Normandie (Le Grand-Quevilly).

## Histoire
Il est mis à flot le samedi 20 mars 1897 et fait partie d'une série de deux avec le Dunkerque.
Sa figure de proue est due à Jean-Baptiste Foucher. Haute de 4,5m, elle est sculptée en bois de tulipier d'Amérique et représente une sirène qui porte à la main une torche enflammée, symbole du pétrole.
Dès 1897, il effectue le transport du pétrole sur la ligne Rouen - Philadelphie.
En 1906, il bat le record de vitesse de traversée de l'Atlantique. Il participe au sauvetage de deux voiliers américains.
Le navire est désarmé et démâté en 1921 et reste inactif pendant deux ans. En 1923, il est vendu à un armateur norvégien et est rebaptisé Deodata. Il transporte alors des huiles minérales, des huiles de baleine, du charbon et des carburants.
Il saute sur une mine le 21 octobre 1939 en mer du Nord, au large de la côte est de l'Écosse, alors qu'il naviguait vers Grangemouth.